# A medál
A medál (angol cím: The Medallion, kínai cím: 飛龍再生/免死金牌) 2003-ban bemutatott amerikai–hongkongi akcióvígjáték Gordon Chan rendezésében. A főbb szerepeket Jackie Chan, Lee Evans, Claire Forlani és Julian Sands alakítja.
2003. augusztus 15-én Hongkongban, 2003. augusztus 22-én pedig az Egyesült Államokban mutatta be a TriStar Pictures.

## Cselekmény
Eddie Yang hongkongi felügyelő Nicole James és Arthur Watson interpol-ügynökökkel együtt vadászik a bűnöző Kígyófejre. Utóbbi egy ősi harcos klán tagja, aki tud egy medál varázserejéről, amely erőt és halhatatlanságot ad. Hogy megszerezze, elrabolja a medál őrzőjét, egy kisfiút.
Eddie, Nicole és Arthur azonban Kígyófej nyomában vannak, követve őt írországi erődjébe. Ott kerül sor a jó és a rossz végső csatájára, amelyben a három főszereplő végül felülkerekedik. A medál felhasználásával Kígyófejt végül legyőzik.

## Szereplők
| Szerep                        | Színész                | Szinkronhang        |
| ----------------------------- | ---------------------- | ------------------- |
| Eddie Yang                    | Jackie Chan            | Kassai Károly       |
| Arthur Watson                 | Lee Evans              | Kerekes József      |
| Nicole James                  | Claire Forlani         | Németh Borbála      |
| Snakehead                     | Julian Sands           | Oberfrank Pál       |
| Hammerstock-Smythe parancsnok | John Rhys-Davies       | Papp János          |
| Lester                        | Anthony Chau-Sang Wong | Botár Endre         |
| Charlotte Watson              | Christy Chung          | Létay Dóra          |
| Giscard                       | Johann Myers           | Kálloy Molnár Péter |
| Jai                           | Alex Bao               | Morvay Gábor        |
| Miles Watson                  | Billy Hill             |                     |
| Pincér                        | Edison Chen            |                     |
| Kígyófej bérgyilkosa          | Scott Adkins           |                     |

## A film készítése
A mintegy 35 millió dolláros tervezett költségvetéssel a film akkoriban a valaha volt legdrágább hongkongi produkció volt.
A forgatás 2001 augusztusában zajlott Dublinban.